# 雨のランチプール
雨のランチプール（あめのランチプール、英: The Rains of Ranchipur）は、1955年にアメリカ合衆国で公開されたパニック映画。
製作20世紀フォックス。監督ジーン・ネグレスコ。製作フランク・ロス。1937年のルイス・ブロムフィールドの小説『The Rains Came』を元にマール・ミラーによって脚色された。作曲ヒューゴー・フリードホーファー、撮影監督ミルトン・R・クラスナー。
出演者はラナ・ターナー、リチャード・バートン、フレッド・マクマレイ、ジョーン・コールフィールド、マイケル・レニー。
デラックスカラー、シネマスコープで撮影された。